# Spachtelputz

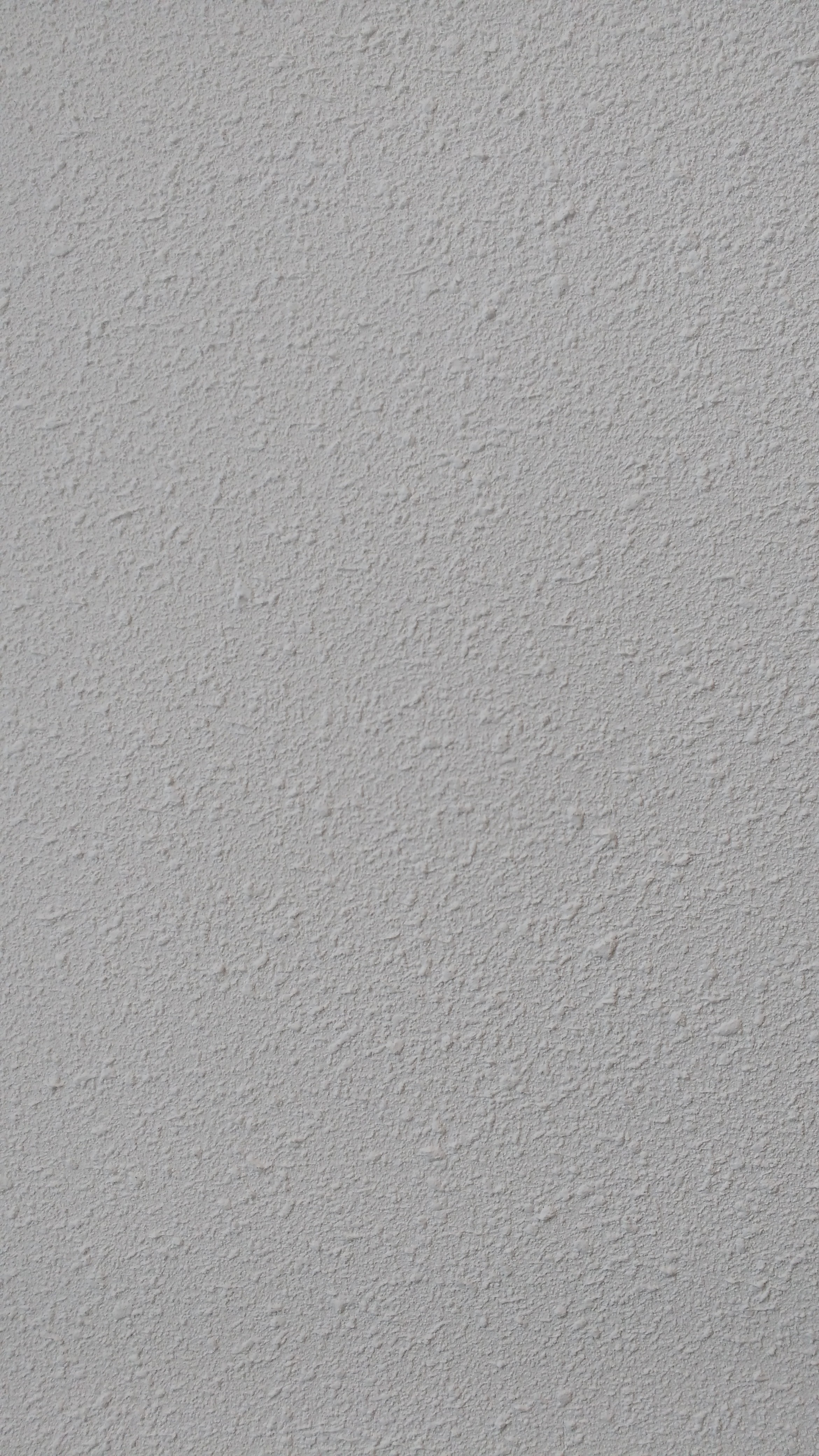
witte spachtelputz op de muur

Spachtelputz is een kunststofgebonden pleister voor muren en wanden (Spachtel = spatel/plamuurmes, Putz = pleisterkalk).
Het materiaal bestaat voor 80% uit witte, gebroken marmerkorrels en voor 20% uit bindmiddel (lijm). Het kan aangebracht worden in diktes van 1 tot 4 millimeter. 
De marmerkorrels in Spachtelputz zijn verkrijgbaar in drie groottes: extra fijn, fijn en middel. Het kan verder worden aangebracht in vrijwel iedere gewenste kleur. Ter kleuring worden uitsluitend natuurlijke pigmenten toegepast. De meest gebruikte kleuren zijn wit en extra wit (voor kleurechtheid op oudere wanden).
Spachtelputz bestaat uit hoogwaardig materiaal en kan daarom worden toegepast op buitenmuren. Bijvoorbeeld terraswanden en buitengevelisolatie kunnen worden afgewerkt met Spachtelputz.